# Meeuwen-Gruitrode
Meeuwen-Gruitrode este o comună din regiunea Flandra din Belgia. Comuna este formată din localitățile Meeuwen, Gruitrode, Ellikom, Neerglabbeek și Wijshagen. Suprafața totală a comunei este de 91,26 km². La 1 ianuarie 2008 comuna avea o populație totală de 12.664 locuitori. 